# Re-Wired
Singles de Kasabian
Days Are Forgotten
(2011) Goodbye Kiss
(2012)
Pistes de Velociraptor!
I Hear Voices
(7) Man of Simple Pleasures
(9)
Re-Wired est le deuxième single du quatrième album studio du groupe de rock britannique Kasabian publié le 20 octobre 2011. Il ne rentre pas dans le classement britannique des ventes de singles.

## Classement
| Classement musical                      | Meilleure position |
| --------------------------------------- | ------------------ |
| Belgique (Flandre Ultratop 50 Singles)  | 13                 |
| Belgique (Wallonie Ultratop 50 Singles) | 35                 |

## Liste des chansons
Toute la musique est composée par Sergio Pizzorno.
| 1. | Re-Wired                   | 4:44 |
| 2. | Re-Wired (vidéo VEVO)      | 4:38 |
| 3. | Velociraptor! (vidéo VEVO) | 3:33 |